# María de Villarino
María de Villarino (n. Chivilcoy, 1905 o 1909 - m. Buenos Aires, 6 de junio de 1994) fue una escritora y poeta argentina.
Nacida en Chivilcoy, provincia de Buenos Aires, durante su juventud, obtuvo un profesorado en literatura, graduándose en la Facultad de Humanidades y Ciencias de la Educación de la ciudad de La Plata, ciudad en la que estuvo radicada, desarrolló prácticamente toda su obra y donde ejerció como docente. Posteriormente, fue una asidua colaboradora del diario argentino La Nación y de las revistas Sur, Nosotros y Humanidades.
Con los poemas reunidos en Tiempo de angustia (1938) obtuvo el Premio Municipal y recibió en 1982 el Gran Premio de Honor de la Sociedad Argentina de Escritores (SADE). Presidió la SADE en el período 1973-75 y su relato autobiográfico Luz de memorias obtuvo el Premio Nacional en 1948. En 1950 publicó un segundo volumen de narraciones, La rosa no debe morir y otras de sus obras poéticas fueron: Calle apartada, Nuevas coplas de Martín Fierro, Junco sin sueño, Elegía del recuerdo y Los nombres de la vida: ciento y un sonetos. Falleció en 1994, con casi 90 años, en Buenos Aires.